# Moritova terapie
Moritova terapie (1920), je metoda klinické psychologie silně ovlivněná Zen Buddhismem. Metodu v ČR propagoval psychoterapeut Stanislav Kratochvíl.

## Autor
Morita Masatake, jinak známý také jako Morita Shoma (1874 – 1938) (森田 正馬), byl současník Sigmunda Freuda a vedoucí psychiatr na Jikei University's School of Medicine v Tokiu.

## Vývoj metody
Morita začal vyvíjet tuto metodu při práci s klienty trpícími shinkeishitsu, neboli úzkostnými poruchami s hypochondrickým základem.
Shinkeishitsu zahrnuje tři typy neuróz:
- Neurastenie: symptomy zahrnující nespavost, hypochondrii, nemoci žaludku a střev, impotenci a frigiditu, pocit méněcennosti, podrážděnost, nesmělost, únavu, závrať, zvonění v uších, abnormální sebevědomí a silnou paměť.
- Úzkostná neuróza: symptomy zahrnují záchvaty bušení srdce, záchvaty úzkosti a strachu, zapříčiňující dýchací těžkosti (dýchavičnost).
- Fobie: projevy zahrnující chorobné pocity vlastní nedokonalosti, neschopnosti správně číst, neschopnosti pobývat ve společnosti lidí, ochromujícího strachu ze zakoktání, omdlení; pocity hříšného či zlého jednání.

Moritova terapie vychází z přesvědčení, že všechny typy mají tentýž základ a léčí je všechny tímtéž způsobem.
Podle Mority to, co člověk cítí, je důležité jako doprovod přítomného dění, nedá se však kontrolovat: nevytváříme pocity, ale pocity se nám dějí. Protože pocity nejsou příčinou našeho chování, musíme se naučit s nepříjemnými pocity koexistovat, zatímco se chováme a jednáme konstruktivně.
Základ Moritovy metody může být shrnut do tří pravidel: Přijmout své pocity, znát jejich účel a dělat, co má být uděláno. Jednou se ho zeptali, co mají dělat stydliví lidé, a Morita odpověděl: „Potit se.“
1. Přijmout pocity – přijetí pocitů není jejich ignorování a vyhýbání se jim, ale vpouštění je k sobě: Vietnamský básník Thich Nhat Hanh  doporučuje říkat „Vítej samoto, jak se dnes máš? Pojď, sedni si vedle mne a já o tebe budu pečovat.“ Moritova rada: „Co se týče pocitů, je nejlépe, když je člověk bohatý a štědrý“ – to znamená, mít jich hodně a nechat je „vlát“ tak, jak si ony žádají.
2. Vědět cíl – Morita přijal tradiční buddhistické principy, že mysl a čin jsou nezávislé, tedy něco odlišného od západního ideálu „jdi za svými rozmary a náladami“. Morita říká, že pocity můžeme ovládat asi tak jako počasí, protože jsou jevem naprosto přírodním. A pokud doufáme, že budeme své emoce ovládat, těžko můžeme nést zodpovědnost, tak jako ji neneseme za horko či zimu. Své chování však můžeme zcela ovládat a pro Moritu je to nezpochybnitelná odpovědnost. Základ jeho metody je otázka: „Co je potřeba nyní udělat?“
3. Udělat to, co je třeba – Moritova cesta terapie se liší od západního modelu diagnóza/nemoc. Moritova metoda vede studenty k experimentům, kterými poznávají na vlastní kůži, nikoliv z teorie zprostředkované učitelem, co se stane, když něco učiní. Jde tedy o přímou zkušenost (taiken).

Na užitečnost principů této terapie upozornili američtí psychologové Karen Horneyová a Abert Ellis . Nejznámější jeho pokračovatel je David K. Reynolds, který udělal syntézu částí Moritovy terapie a spolu s Naikan  ji uvedl do praxe jako výukovou psychoterapeutickou metodu pro anglicky mluvící země pod názvem Constructive Living. Je ironií, že Constructive Living se stalo velmi populární v Japonsku.

## Terapeutický postup
Léčba vyžaduje hospitalizaci a skládá se ze 4 fází:
1. Pacient musí setrvat o samotě v naprostém klidu na lůžku, je zakázána i jakákoliv četba, zábava, kouření, ani lékař s pacientem nehovoří. Smí se vstát jen k jídlu a ke koupeli. Tato izolace vede k narůstání neurotické tenze a k vystupňování všech příznaků. Pacientovi nezbude, než aby se aktivované úzkosti přizpůsobil a příznaky akceptoval. Pak se začne v posteli nudit a může být převeden do další fáze.
2. Pacient stále ještě nesmí s nikým mluvit, ale smí vykonávat lehčí práce a vycházet na zahradu. Začíná si vést deník, který psychoterapeut písemně komentuje se zaměřením na pacientovo akceptování reality. Cílem této fáze je přivést pacienta k prožívání radosti při konání drobných prací.
3. Pracovní zatížení pacienta větší, pokračuje se v komentování jeho deníku.
4. Pacientovi je dovolen společenský kontakt s ostatními pacienty, nesmí však hovořit o svých potížích. Práce se stává zodpovědnější, jsou povoleny vycházky. Pacient se učí být přirozený, vyrovnaný, brát věci tak, jak jsou. Dosáhne-li toho, je propuštěn.

Pro každou z prvních tří fází se počítá se 3 dny až jedním týdnem, čtvrtá fáze trvá týden až 14 dnů.
Tokijští psychiatři Kora [nedostupný zdroj] a Kondo uvádějí značné úspěchy této terapie při průměrné 40 denní hospitalizaci zejména u neurastenií, nutkavých a fobických neuróz.